# ورخ-آنوی
ورخ-آنوی (به لاتین: Verkh-Anuy) یک منطقهٔ مسکونی در روسیه است که در جمهوری آلتای واقع شده‌است.